# Friends Stand United
Friends Stand United (FSU) ist eine US-amerikanische Organisation, die vom Federal Bureau of Investigation (FBI) als Straßengang bewertet wird. Diese Interpretation lehnen ihre Anhänger ab. FSU versteht sich als antifaschistische Gruppierung mit Straight-Edge-Idealen und besteht aus Mitgliedern verschiedenster Nationalitäten.

## Geschichte
Elgin James gründete FSU in den späten 1980ern in Boston, Massachusetts, unter dem Namen „Fuck Shit Up“ (dt. etwa ‚die Scheiße herausprügeln‘). Er gründete FSU, um gegen White-Power-Skinheads und rassistische Gruppen in Boston vorzugehen und diese von Hardcore-Punk-Konzerten fernzuhalten. Kurz darauf änderte sich die Ausrichtung in Boston und unter dem Einfluss von Bands wie Slapshot, SSD und Uniform Choice wurde ein Teil der Gruppe „straight edge“ und machte Jagd auf Drogendealer.
FSU hat mehrere Gruppen, sogenannte Chapters, in vielen Großstädten der Vereinigten Staaten und Kanadas und im Nordosten Englands. Die einzelnen Gruppen haben sich mehrfach aufgelöst und wieder gefunden und haben zum Teil unterschiedliche Ziele und Wertvorstellungen. Gemeinsam ist ihnen jedoch ein Hang zur Gewalt zum Erreichen ihrer Ziele und zur Lösung ihrer Konflikte.
Die Gründungsmitglieder von FSU haben sich mittlerweile getrennt, wobei ein Großteil sich dem Motorradclub Outlaws anschloss. Elgin James  und andere Mitglieder versuchten anschließend eine eher positive Fortführung von FSU, die nicht mehr kriminell tätig war. So änderten sie den militanten Namen zu „Friends Stand United“ (etwa: „Freunde halten zusammen“) und gründeten eine Stiftung im Namen der Mitglieder von FSU, die verstorben waren. Diese Stiftung vergibt Stipendien an den Universitäten Berklee College of Music und der Suffolk University Law School. Jährlich findet ein Benefiz-Konzert für wohltätige Einrichtungen in Boston statt. James bestreitet heute eine weitere Mitgliedschaft in FSU. Er wurde am 14. Juli 2009 verhaftet und wegen einer 2005 begangenen Erpressung zu einer Haftstrafe von einem Jahr verurteilt.
Über James und FSU wurden in einem National-Geographic-Dokumentarfilm und in der Gangland-Serie des History Channel berichtet. 2004 gab James die Dokumentation Boston Beatdown Vol. 2 heraus, die aus Interviews, mitgefilmten Schlägereien und Clips von Death Before Dishonor, Blood for Blood und Ten Yard Fight besteht.